# Homalocephala polycephala
Homalocephala polycephala, es una especie de planta de flores perteneciente a la familia Cactaceae. Es nativa de Sonora en México y de Arizona, California y Nevada en Estados Unidos.

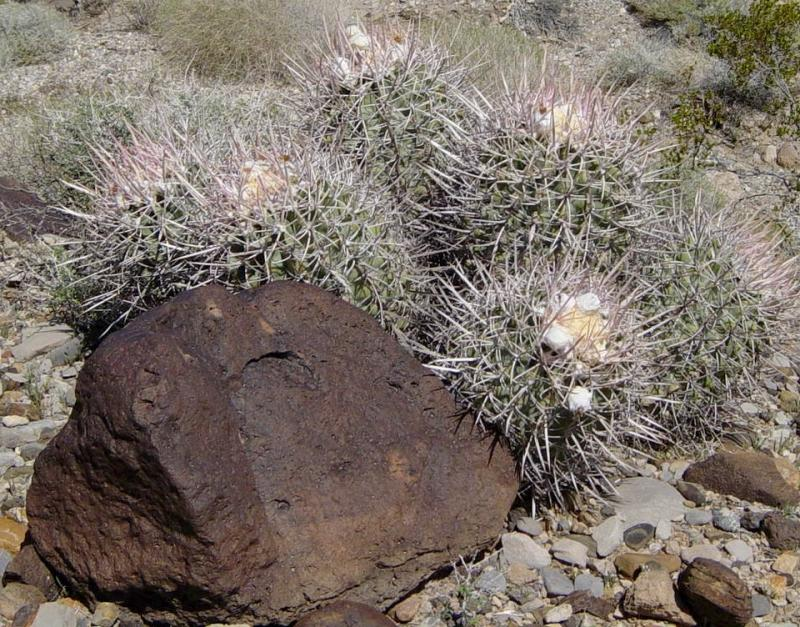
Vista de la planta

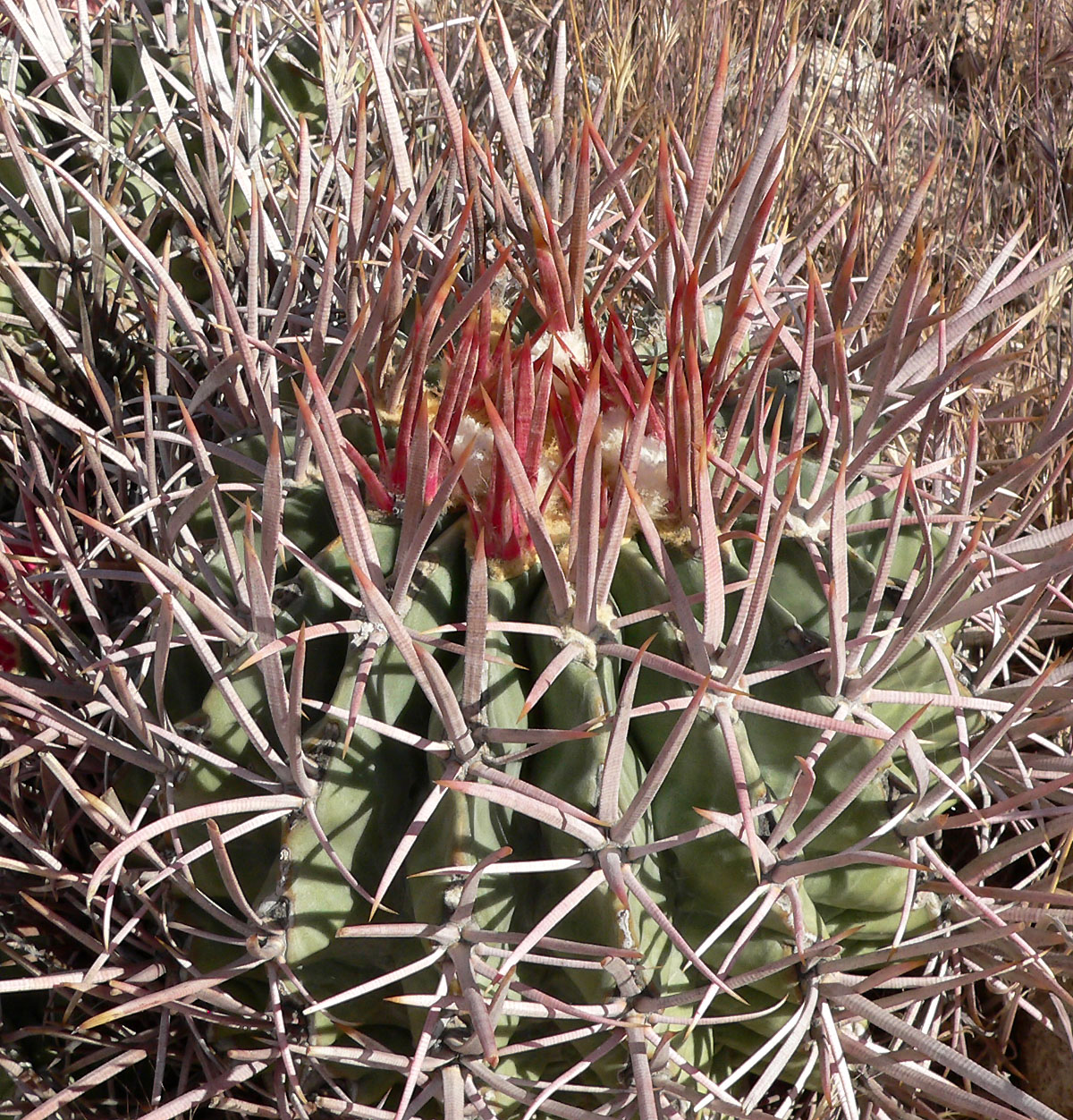
Detalle

## Descripción
Homalocephala polycephala crece formando grupos con tallos esféricos para cilíndricos  que alcanzan un tamaño de 30 a 60 centímetros de altura y de 10 a 20 centímetros de diámetro. Tiene 13 a 21 costillas presentes. La areolas con 4 espinas centrales rojizas ligeramente púrpuras, irregularmente repartidas que tornan en gris con la edad. La más baja de ellas está ligeramente doblada hacia abajo, el resto es más o menos recta y cruzada en bandas. Las espinas centrales miden 6-7,5 cm de largo. Las 6-8 espinas radiales, de irregular propagación, son similares a las espinas centrales y  de 3 a 4.5 cm de largo. Las flores son amarillas y tienen una franja central de color rosa, con una longitud de 5 cm y el diámetro correspondiente. Los frutos secos cuando están maduros  están cubiertos de pelos blancos de 1,2 a 2 cm de largo.

## Taxonomía
La primera descripción como Echinocactus polycephalus fue publicada en 1856 por George Engelmann y John Milton Bigelow. Más tarde, Mario Daniel Vargas-Luna y Rolando T. Bárcenas colocaron la especie en el género Homalocephala en 2018.
Etimología
Homalocephala: nombre genérico que deriva de las palabras griegas homalos (que significa 'nivel') y kephalē  (que significa 'cabeza'), en alusión al cuerpo deprimido de la planta».
polycephala: epíteto latino que significa "con muchas cabezas".
Sinonimia
- Echinocactus xeranthemoides
- Emorycactus polycephalus